# Slottet Stainz

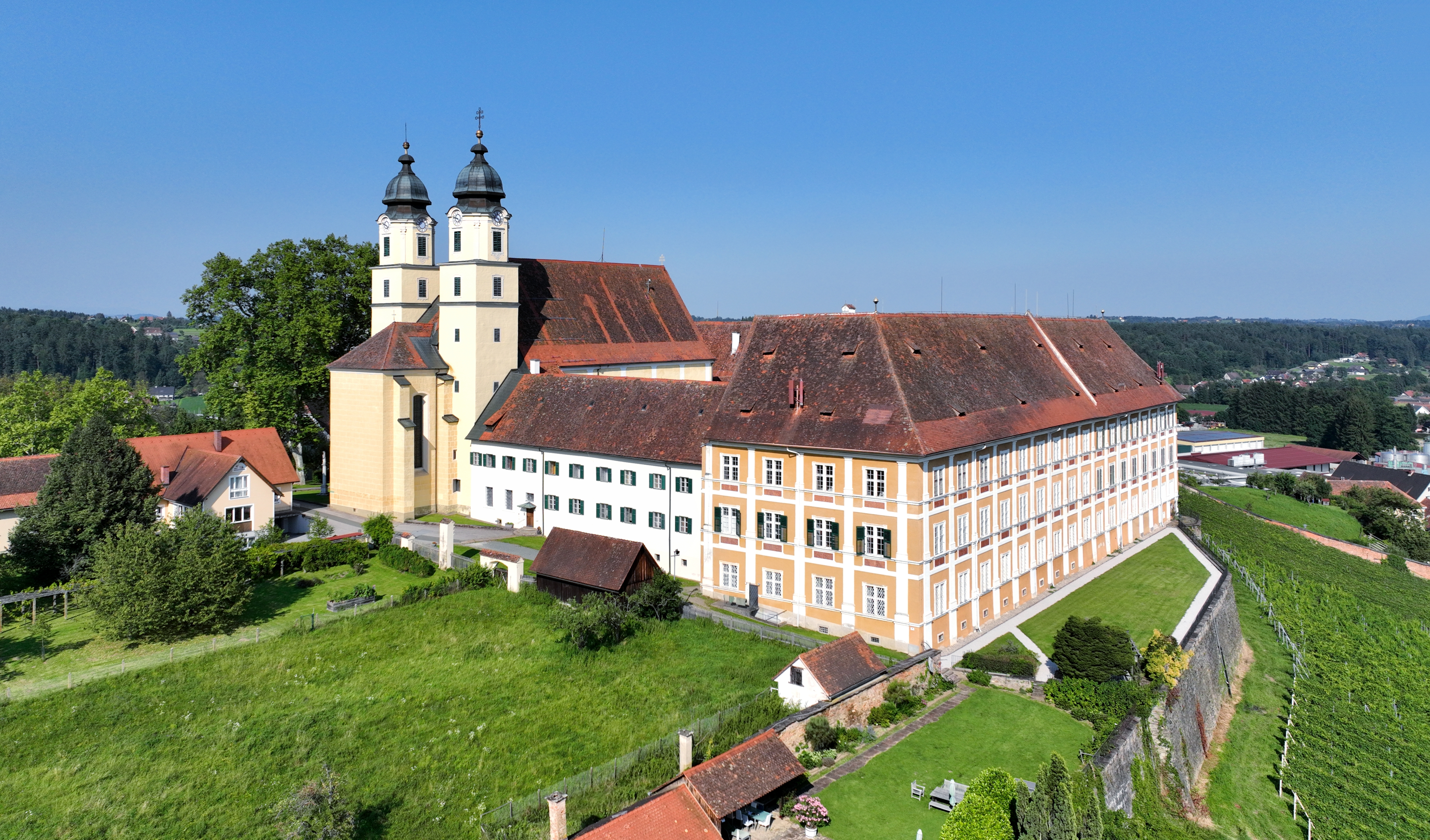
Slottet Stainz

Slottet Stainz är ett före detta augustinkorherrekloster i orten Stainz i Österrike. Slottet som är i privat ägo inrymmer två avdelningar av Steiermarks landsmuseum Joanneum.
1229 grundade Leuthold von Wildon ett augustinkorherrekloster. Under sin blomstringstid på  1600-talet byggdes klostret om och ut i barockstil. 1785 stängdes klostret av kejsare Josef II. Ärkehertig Johann förvärvade det före detta klostret 1840. Hans ättlingar bor fortfarande på slottet.

## Museum
På slottet finns två museala samlingar som tillhör landsmuseet Joanneum.
- Jordbruksmuseet berättar om jordbrukslivet på 1700- och 1800-talen.
- Jaktmuseet betraktar jakt ur ett historiskt, sociologiskt och filosofisk-etiskt perspektiv.